# TK Sparta Praga Challenger 2023
Il TK Sparta Praga Challenger 2023 è stato un torneo maschile di tennis giocato sulla terra rossa. È stata la 7ª edizione del torneo, facente parte della categoria Challenger 75 nell'ambito dell'ATP Challenger Tour 2023. Si è giocato al TK Sparta Praha di Praga, in Repubblica Ceca, dall'8 al 14 maggio 2023.

## Partecipanti

### Teste di serie
| Nazionalità          | Giocatore        | Ranking* | Testa di serie |
| -------------------- | ---------------- | -------- | -------------- |
| Moldavia             | Radu Albot       | 103      | 1              |
| Svizzera             | Dominic Stricker | 129      | 2              |
| Slovacchia           | Norbert Gombos   | 134      | 3              |
| Slovacchia           | Lukáš Klein      | 143      | 4              |
| Francia              | Enzo Couacaud    | 153      | 5              |
| Germania             | Dominik Koepfer  | 158      | 6              |
| Bosnia ed Erzegovina | Damir Džumhur    | 186      | 7              |
| Taipei cinese        | Tseng Chun-hsin  | 193      | 8              |

* Ranking al 24 aprile 2023.

### Altri partecipanti
I seguenti giocatori hanno ricevuto una wild card per il tabellone principale:
- Jakub Menšík
- Jiří Veselý
- Michael Vrbenský

I seguenti giocatori sonoe entrati in tabellone come alternate:
- Nerman Fatić
- Federico Gaio
- Alejandro Moro Cañas
- Kacper Żuk

I seguenti giocatori sono passati dalle qualificazioni:
- Rudolf Molleker
- Billy Harris
- Akira Santillan
- Gastão Elias
- Daniel Rincón
- Guido Andreozzi

Il seguente giocatore è entrato in tabellone lucky loser:
- Vitaliy Sachko

## Punti e montepremi
| Torneo    | Torneo              | V     | F     | SF    | QF    | 2T    | 1T  | Q | Q2  | Q1  |
| Singolare | Punti               | 75    | 50    | 30    | 16    | 7     | 0   | 4 | 2   | 0   |
| Singolare | Premi in denaro (€) | 9,880 | 5,820 | 3,450 | 2,000 | 1,165 | 720 | – | 360 | 185 |
| Doppio    | Punti               | 75    | 50    | 30    | 16    | –     | 0   | – | –   | –   |
| Doppio    | Premi in denaro (€) | 4,250 | 2,450 | 1,480 | 880   | –     | 500 | – | –   | –   |

## Campioni

### Singolare
Jakub Menšík ha sconfitto in finale  Dominik Koepfer con il punteggio di 6–4, 6–3.

### Doppio
Dan Added /  Albano Olivetti hanno sconfitto in finale  Miķelis Lībietis /  Hunter Reese con il punteggio di 6–4, 6–3.